# Proślice
Proślice (niem. Proschlitz, 1936–1945 Angersdorf)– wieś w Polsce położona w województwie opolskim, w powiecie kluczborskim, w gminie Byczyna.
W latach 1975–1998 miejscowość administracyjnie należała do ówczesnego województwa opolskiego.

## Nazwa
W księdze łacińskiej Liber fundationis episcopatus Vratislaviensis (pol. Księga uposażeń biskupstwa wrocławskiego) spisanej za czasów biskupa Henryka z Wierzbna w latach 1295–1305 miejscowość wymieniona jest w zlatynizowanej formie Brosznitcz.

## Historia
W 1580 roku w miejscowości zbudowano kościół ewangelicki, w którym odbywały się msze w języku polskim. Fakt odnotowuje topograficzny opis Górnego Śląska z 1865 roku - "Die evangelische Pfarrkirche ist 1580 gegrundet; es wird polnisch gepredigt.".

## Zabytki
Do wojewódzkiego rejestru zabytków wpisane są:
- kościół ewangelicki - poprotestancki, obecnie rzymskokatolicki fil. pw. Najświętszego Serca Jezusowego, duży i drewniany, z 1580 r. Dach kryty gontem. W środku empory, barokowy ołtarz i ambona. Do zachodniej części przylega drewniana wieża z 1773 r., którą w 1859 r. odnowił G. Jurczok (zachował się napis na belce: Ty przycies są piw r. 1859 Tob. G. Jurczok. To mi Bog dopomog[10]). Wypisany z księgi rejestru.
- budynki dworskie z XIX w.:
  - spichlerz dworski, drewniany, z 1819 r.
  - czworak, obecnie dom nr 61/40, drewniany, z poł. XIX w.
- park dworski, z poł. XIX w.

Inne zabytki:
- pałac zbudowany na przełomie XVIII/XIX w. w stylu barokowym. Przebudowa z 1912 r. prawie całkowicie zatarła pierwotne cechy stylowe. Jego właścicielem był m.in. Rudolf von Watzdorf, żonaty z panią Raczek[11]. Wokół budynki dworskie z XIX w.

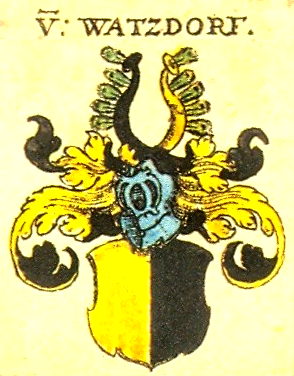
Herb Rudolf Watzdorf
Herb pani Raczek